# Danius
Danius was volgens de legende, zoals beschreven door Geoffrey of Monmouth, koning van Brittannië van 347 v.Chr. - 341 v.Chr. Hij was de zoon van koning Sisillius II en broer van Kinarius, die voor hem koning was. Danius en werd opgevolgd door Morvidus.